# Фрейзер, Фредерик Чарльз
Фредерик Чарльз Фрейзер (англ. Frederick Charles Fraser; 15 февраля 1880 — 2 марта 1963) — английский одонатолог. Член Королевского энтомологического общества.

## Биография
Служил хирургом в Индии в чине подполковника, после чего посвятил себя энтомологии и стрекозам.

## Наследие
Его коллекция хранится в Британском музее, где учёный работал. В Национальном историческом музее в Лондоне сохраняется переписка Фрейзера с Эриком Гарднером (A. Eric Gardner). Переписка с ирландским энтомологом Найаллом Макниллом хранится в Оксфордском университетском музее.

## Избранные работы
- 1933 The Fauna of British India, Including Ceylon and Burma including Burma and Ceylon Odonata. 1. Introduction, Coenagriidae. New Delhi.423pp.
- 1934 The Fauna of British India, Including Ceylon and Burma including Burma and Ceylon Odonata. 2. Agriidae, Gomphidae. New Delhi.398 pp, 120 figures, 1 coloured plate.
- 1936 The Fauna of British India, Including Ceylon and Burma including Burma and Ceylon Odonata. 3. Cordulegasteridae, Aeshnidae, Libellulidae. 461 p.
- 1954 The Origin and Descent of the Order Odonata based on the Evidence of persistent archaic Characters. Proceedings of the Royal Entomological Society of London.Ser.B, 23: 89-95
- 1957 A reclassification of the order Odonata R. Zool. Soc. N.S.W., Sydney, Australia, 155 pp.
- 1960 A handbook of the dragonflies of Australasia: with keys for the identification of all species R. Zool. Soc. N.S.W., Sydney, Australia, 67 pp. + 27 plates.